# Temsa Safari

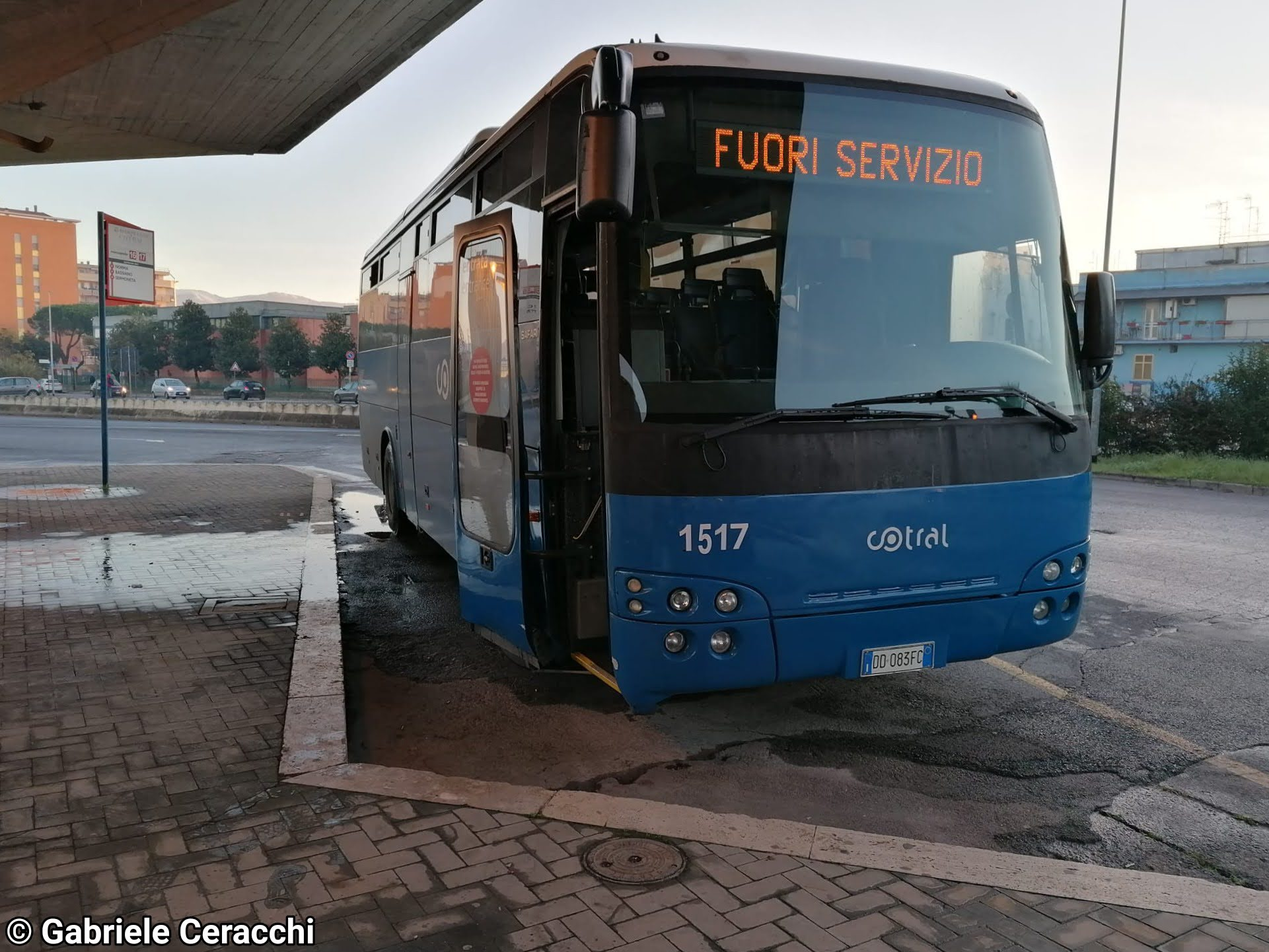
Temsa Safari 10m di Cotral in sosta alle autolinee di Latina.

Il TemSa Safari è un modello di autobus prodotto a partire dal 2000 dalla industria turca TemSa e destinato al mercato europeo.

## Il contesto
Costruito con il metodo della semi-scocca, con telaio autoportante (larghezza 2,55 m) in acciaio (inox a richiesta) e lamiere zincate per il rivestimento, con sospensioni pneumatiche integrali ed assale indipendente all'anteriore e rigido al posteriore, con dispositivo di inginocchiamento.
Dotato sin dall'origine di climatizzazione automatica Safkar e riscaldatore supplementare Webasto Thermo 300, gommatura 295/80 R22,5 con cerchi in acciaio e serbatoio carburante da 550 litri e ove richiesto serbatoio per urea da 45 litri.

## Tipologie
Il Safari è disponibile in versione turistica ed interurbana.
La prima annovera tra le sue file 3 tipologie:
- Safari HD motore DAF MX nella taratura da 408 CV con l'opzione dell'omologazione EEV, trasmissione manuale a 6 marce ZF 6S 1900 o ZF 6S 1901 con intarder, disponibile in opzione l'automatizzato ZF ASTRONIC 12 AS 2001 con l'eventuale retarder, capienza passeggeri 53+1+1 (12,20 m) o 59+1+1 (13,00 m)
- Safari RD motore DAF PR 265 U1 (con l'opzione EEV) nella taratura da 360 CV, con trasmissione ZF 6S 1700 o ZF 6S 1701 con intarder o automatica ZF 6HP 604C con intarder o motore o MAN DO 266 LOH27 EEV con trasmissione manuale ZF 6S 1900 o ZF 6S 1901 con intarder o automatica Voith 884.5 con retarder, capienza passeggeri 53+1+1 (12,20 m) o 57+1+1 (13,00 m)
- Safari SD motore Cummins ISLe2 350 (350 CV Euro 2) o MAN D2066 LOH12 (350 CV Euro 3) (non per il mercato italiano date le motorizzazioni Euro 2 ed Euro 3), con trasmissione manuale a 6 marce ZF 6S 1700, capienza passeggeri 51+1+1 nella sola lunghezza di 12,20 metri.

La seconda soltanto una:
- Safari RD con motore DAF PR 265 U1 (EEV in opzione) nella taratura da 360 CV, con trasmissione manuale a 6 marce ZF 6S 1700 o ZF 6S 1701 con retarder o automatica sempre a 6 marce, ZF 6HP 604C con retarder integrato, o MAN DO 266 LOH27 EEV, con il manuale 6 marce ZF 6S 1900 o ZF 6S 1901 con retarder o automatico Voith 884.5 a 5 marce con retarder integrato, capienza passeggeri 53+1+1 (12,20 m) o 57+1+1 (13,00 m).